# Olga Hepnarová
Olga Hepnarová (30. června 1951 Praha – 12. března 1975 Praha) byla česká masová vražedkyně, která v roce 1973 v Praze úmyslně najela vypůjčeným nákladním automobilem na tramvajovou zastávku a usmrtila 8 lidí. Byla poslední ženou popravenou v Československu. Ačkoliv jako motiv svého jednání označila pomstu na nespravedlivé společnosti, objevil se také názor, že mohla trpět nějakou psychickou poruchou.

## Biografie
Narodila se jako dcera bankovního úředníka a zubařky. Ve svém dětství nikterak nevybočovala, ale postupně se u ní začaly vyskytovat psychické potíže, které se projevovaly neschopností kontaktu s lidmi a dle názorů některých odborníků se mohlo jednat o symptomy Aspergerova syndromu. V 8. třídě základní školy začala mít problémy s docházkou, které vyvrcholily jejím umístěním na psychiatrii. Odtud putovala do dětského ústavu v Opařanech, kde školu dokončila. Následně se v Praze vyučila knihařkou a toto zaměstnání pak vykonávala v Chebu. Po roce se opět vrátila do Prahy, kde pracovala jako řidička. Postupně ztrácela kontakt se svou rodinou, především pak otcem a starší sestrou. Zakoupila chatku, kterou si nechala převézt do vsi Oleško, odkud pak do zaměstnání dojížděla. Tu později prodala a za utržené peníze zakoupila vůz značky Trabant. Během dospívání bojovala se svou nejasnou sexualitou. Od 17 let měla sexuální styky jak s muži, tak s ženami. Sama sebe popisovala jako „sexuálního mrzáka“.[zdroj⁠?!]

## Žhářský útok
Otec Hepnarové zdědil hospodářskou usedlost v obci Zábrodí, kterou rodina využívala k rekreaci. Dne 7. srpna 1970 nad ránem Hepnarová pomocí lahve benzínu podpálila dveře v obytné části budovy. Doufala, že se požár vikýřem dostane do seníku a usedlost zničí. V té době ve stavení spala její sestra a dva nájemníci – manželé ve věku přes 75 let. Ti se vzbudili a včas se jim podařilo oheň uhasit. Konečná škoda dosáhla pouhých 50 Kčs. Hepnarová nebyla z činu podezírána. Na místo se dopravila v noci pěšky z Náchoda, kam se nechala dovézt taxíkem. K činu se přiznala během psychiatrického vyšetření v roce 1973. Jako motiv uvedla, že se nemovitost stala důvodem sporů o peníze mezi jejími rodiči.

## Útok automobilem
Hepnarová začala plánovat pomstu společnosti. Věřila, že se jí všichni lidé snaží ublížit. Dokonce tvrdila, že ji na ulici bezdůvodně zbili a nikdo jí nepomohl. Odmítala stát se neznámou sebevražedkyní. Usilovala o to, aby se na její čin nezapomnělo. Mezi její původní plány patřilo vykolejení rychlíku či odpálení výbušniny v nějaké místnosti plné lidí. Provedení však bylo technicky náročné, a proto se rozhodla raději střílet. Chtěla si obstarat automatickou zbraň a zahájit palbu na lidi na Václavském náměstí. Dokonce se přihlásila do střeleckého kroužku v tehdejším SVAZARMu. I tuto variantu si však rozmyslela. Bála se, že by ji mohl po zahájení střelby někdo okamžitě zneškodnit, a sehnání podobné zbraně se jí také zdálo obtížné. Nakonec se rozhodla najet do lidí automobilem.
Od 11. ledna 1973 až do svého činu Hepnarová bydlela v pokoji 502 v dnešním Penzionu Malešice (na Plaňanské ulici), který sloužil jako ubytovna podniku Pražské komunikace. Dne 9. července 1973 se odjela naposledy podívat na chatku, kde trávila hodně času, a poté shodila ze srázu svůj automobil, ke kterému měla velmi silný vztah. Druhý den, 10. července, úspěšně absolvovala zkušební jízdu, při které musela dokázat, že umí ovládat konkrétní typ nákladního automobilu, který si chtěla vypůjčit. Kolem poledne zaslala téměř totožné dopisy do redakcí Svobodného slova a Mladého světa, v nichž popsala důvody svého plánovaného činu.
Ve 13.30 vjela zapůjčeným nákladním automobilem Praga RN SPZ AD 19-95 na třídě Obránců míru (dnes Milady Horákové) na chodník, do skupiny asi třiceti lidí čekajících na tramvajové zastávce Strossmayerovo náměstí, tehdy umístěné před domy č. p. 452 a č. p. 1280. Po samovolném zastavení vozidla se jí přítomní svědci snažili nejdříve pomoci, protože se domnívali, že ztratila kontrolu nad vozem kvůli technické závadě. Hepnarová však okamžitě přiznala, že do lidí najela úmyslně. Podle její pozdější výpovědi dokonce při prvním průjezdu kolem nástupiště svůj čin o několik minut odložila, protože na zastávce zrovna zastavila tramvaj a mnoho lidí nastoupilo, čímž se snížil počet potenciálních obětí. Ona sama zjevně počítala s dopadením. Do vozu si dokonce sbalila oblečení a cigarety, aby jí ve vězení nechyběly. V důsledku srážky zahynulo celkem osm lidí (tři na místě, tři téhož dne a další dva na následky zranění později). Dalších šest lidí bylo těžce a šest lehce zraněno.

## Proces
V průběhu vyšetřování i procesu svůj čin nikterak nepopírala, a dokonce se k němu hrdě hlásila. Litovala pouze toho, že lidí nezabila víc a že mezi nimi nebyli i její rodiče. Ačkoliv její obhajoba byla postavena na počínající schizofrenii, ona sama s obhájcem odmítala spolupracovat, veškeré pochybnosti o svém duševním zdraví popírala a v přípravném řízení i před soudem ze svého činu vinila bezcitnou společnost, kterou se ona sama rozhodla takto potrestat. Také znalecký posudek nakonec konstatoval, že žádnou duševní poruchou netrpí a že si byla plně vědoma svého jednání i jeho následků. Během procesu se sice vyskytovaly spekulace o politickém motivu, ale nic nenasvědčuje tomu, že by taková spojitost existovala (na rok 1973 připadlo 25. výročí únorových událostí 1948 a zároveň to bylo pět let od pražského jara 1968).
Dne 6. dubna 1974 uznal Městský soud v Praze Hepnarovou vinnou z trestného činu vraždy podle § 219 zákona č. 140/1961 Sb., trestního zákona, a vynesl rozsudek trestu smrti. Hepnarová trest bez emocí přijala. Její matka sice podala odvolání, ale Nejvyšší soud ČSR rozsudek potvrdil. Kvůli uloženému absolutnímu trestu provedl další přezkoumání případu ještě federální Nejvyšší soud ČSSR. Ten sice čin překvalifikoval z vraždy na obecné ohrožení podle § 179 trestního zákona, ale trest ponechal. Rozsudek musel potvrdit i předseda federální vlády ČSSR Lubomír Štrougal (ten s tím údajně otálel, protože datum popravy spadalo do nadcházejícího Mezinárodního roku žen). Matka Hepnarové ještě podala žádost o prezidentskou milost, ale i tu předseda vlády Štrougal, tehdy zastupující dlouhodobě indisponovaného prezidenta Ludvíka Svobodu, dne 3. března 1975 zamítl.
Dne 12. března 1975 byla Olga Hepnarová v pankrácké věznici v Praze popravena oběšením. Stala se tak poslední ženou popravenou na území Československa.
Podle přiznání v dopisech z vězení se činem Hepnarové inspiroval v roce 2005 Viktor Kalivoda, známý jako Lesní vrah.

## Odrazy v kultuře
- Roku 1991 popsal spisovatel Bohumil Hrabal v knize Ponorné říčky fiktivní zpověď pankráckého kata, pro kterého se poprava „krásné slečny“ Hepnarové stala zlomovým životním momentem poté, co mu její průběh jeho řemeslo dokonale znechutil a stal se z něj odpůrce trestu smrti. Tento literární text je často zaměňován s historickou reportáží. Ve skutečnosti v protokolu o popravě, kde jsou všechny podrobnosti, hlasová i mimická vyjádření, není o žádných jejích projevech nic uvedeno.[8]
- V roce 2009 natočil Tomáš Weinreb krátkometrážní studentský film Všechno je sračka o Miroslavu Davidovi, který s Hepnarovou žil před jejím zločinem.[9]
- V roce 2010 napsal Roman Cílek knihu Olga Hepnarová – Zabíjela, protože neuměla žít.
- V roce 2011 vydala pražská elektro-punková kapela Zputnik album „Bohyně pomsty“, kde ústřední píseň je věnována činu Olgy Hepnarové.
- V roce 2013 uvedlo Divadlo Na zábradlí hru Šedá sedmdesátá, aneb Husákovo ticho, jež je zčásti inspirována životem Olgy Hepnarové.
- V roce 2014 vyšla kniha Oprátka za osm mrtvých, kterou napsal spisovatel Roman Cílek jako psychologickou sondu do života Hepnarové a jejích postojů, která se snaží vysvětlit motivaci Hepnarové k jejím činům.
- Dne 24. března 2016 měl premiéru film Já, Olga Hepnarová, který vznikl v česko-slovensko-polsko-francouzské koprodukci, s polskou herečkou Michalinou Olszańskou v hlavní roli.
- V roce 2016 zazněla ironická narážka na Olgu Hepnarovou ve čtvrtém dílu českého satirického miniseriálu Kosmo.
- V písni GTA (album „Strangulační rýha“ z roku 2017) českého hudebníka Řezníka se objevuje narážka na její čin poté, co protagonista přejede autem školku na přechodu pro chodce („…střihnul jsem si Hepnarovou, bude to chtít káru novou…“)
- V roce 2021 vyšlo album „Dievčatko s náklaďákom“ od skupiny Les Myzérables, který pojednává právě o Olze Hepnarové.
- V roce 2023 vyšlo album „Pomsta Společnosti“ od metalové kapely DESTROY! která tímto albem odkazuje na Olgu Hepnarovou.
- V roce 2023 vydal Vráťa Hošek přetextovanou verzi písně Holky a mašiny "Olga Hepnarová edition"